# 高島部屋
高島部屋（たかしまべや）は、かつて日本相撲協会に存在した、立浪一門の相撲部屋。

## 歴史

### 8代時代
高嶋部屋の実質上の初代は、若松部屋を飛び出し独力で部屋を築いた8代高嶋（元幕内・八甲山）である。8代は関脇・輝昇や小結・巴潟などといった関取を育てた。巴潟は7代友綱の養女と結婚し、友綱部屋の後継者として目され、現役時代から友綱部屋に移籍した。
1951年（昭和26年）1月に8代高島が死去した時には所属力士の吉葉山は大関に、三根山は関脇に昇進していた。

### 9代時代
8代高島の死後、1940年の引退後独立して玉垣部屋を興した後、名跡を初代安治川に変更して安治川部屋を経営していた巴潟が9代高嶋を襲名。安治川部屋と合併する形で高嶋部屋を継承した。
その後、吉葉山が横綱に、三根山が大関に昇進した。吉葉山は1958年に引退し独立。吉葉山道場をへて宮城野部屋を興した。そちらに移籍する者も多かった。

### 10代時代
1960年（昭和35年）1月場所限りで引退した大関・三根山が、10代熊ヶ谷を襲名して2名の内弟子を連れて高嶋部屋から分家独立して熊ヶ谷部屋を創設した。
1961年（昭和36年）5月に10代高嶋を襲名して、同時に部屋の名称を高嶋部屋と改称した。9代高嶋は部屋の名称を友綱部屋と改称した。
以降、10代高嶋は大関・大受や関脇・高望山といった関取を育て上げた。
しかし、1980年代以降に10代の体調が悪化し、部屋運営を継続することが困難となり、1982年（昭和57年）9月場所後に部屋を閉鎖、高望山を含む所属力士2人は、幕内・芳野嶺が1978年（昭和53年）5月に再興した熊ヶ谷部屋へ移籍した。

### 13代時代
1990年（平成2年）11月場所限りで引退して熊ヶ谷部屋の部屋付き親方となっていた13代高島（元関脇・高望山）が、1993年（平成5年）5月に内弟子の序ノ口力士1名を連れて分家独立し、部屋を再興した。2007年（平成19年）1月場所後には同じ一門の伊勢ヶ濱部屋が閉鎖されたことに伴い、所属行司である式守錦之助を引き取った。
しかし、関取を育てることができず、独立当初から所属力士が少ない状況が続き、最も多い時期でも2002年（平成14年）5月場所から2003年（平成15年）1月場所の9人に留まった。特に閉鎖直前の2009年（平成21年）11月場所（実質的には同年9月場所）から2010年（平成22年）3月場所までは所属力士がモンゴル出身の大天霄1人となっていた。翌5月場所には新たに入門した男山が初土俵を踏んだものの、同場所限りで大天霄が引退。
男山が同年9月場所に出場したのを最後に部屋を離れたが、即座に引退届が提出されなかったため、同年11月場所には本場所の取組に出場する弟子がいない状態に陥った。
2011年（平成23年）1月場所には、日本人の新弟子小森が初土俵を踏んだものの、男山が番付外に陥落したため、所属力士全員が番付外（もしくは前相撲）という、部屋創設から間もなかった2004年1月場所の錣山部屋以来の異例の状態に陥った。この状態は当場所後に男山の引退届が提出され、小森が翌2011年技量審査場所で序ノ口に在位したことにより解消された。
しかし小森も技量審査場所を出場したのみで部屋を離れてしまい、6月には新たにモンゴル国籍のエンクマンライが見習いとして入門したものの、エンクマンライが新弟子検査に合格する前の同年6月17日付で小森の引退届が提出・受理され、登録上の所属力士が0人となったために高島部屋は閉鎖した。小森の引退届が番付編成会議後に提出された関係上、翌2011年7月場所の番付にも小森の四股名が掲載されていた。
13代高島は延べ18年間で23人の弟子を取ったが、上述の通り関取は輩出できず、幕下昇進者もいずれもモンゴル国籍の大天霄及び不動山（関脇・旭天鵬の実弟で引退後ドラディションからプロレスデビュー）の2名に留まった。

#### 部屋閉鎖後の動向
13代高島を含む閉鎖時に所属していた裏方（行司12代式守与太夫・呼出耕平・床山床仁）は同じ立浪一門の春日山部屋へ移籍し、エンクマンライも春日山部屋の新弟子として同年7月場所前の新弟子検査を受け、（興行ビザの関係上）翌9月場所の前相撲に高春日の四股名で出場、後に複数回の部屋移籍・四股名の改名を経て（部屋及び四股名の遍歴詳細は本人の項目を参照のこと）、片男波部屋に所属して玉正鳳萬平の四股名を名乗っていた2025年（令和7年）1月場所に幕内昇進した。

#### 裁判問題
2010年7月場所で引退した大天霄は「引退届は親方が勝手に出したもの、自分は男山が入るまでの繋ぎとして引き止められており、男山の入門で放り出された」として、2010年9月24日に東京地方裁判所にて自身の地位確認と給与支払いを求める仮処分申請を行った。2011年2月28日に東京地方裁判所は大天霄の訴えを認め、大天霄の引退時の番付である幕下の給与額（但し、幕下以下の力士には給与が支給されず、本件では本場所毎に各力士に支給される場所手当を給与と定義したと見られる。）と同額を支払うよう日本相撲協会に命じた。同年4月1日には大天霄は日本相撲協会を相手に地位保全および慰謝料500万円などを求める民事訴訟を起こしたものの、その後、本人は角界への復帰を諦め和解を模索し、2012年（平成24年）10月31日に東京地方裁判所で和解が成立した。

## 師匠
- 8代：高嶋純司（たかしま じゅんじ、前4・八甲山、青森）
- 9代：高嶋誠一（たかしま せいいち、小結・巴潟、北海道）
- 10代：高嶋利匡（たかしま としただ、大関・三根山、東京）
- 13代：高島大造（たかしま だいぞう、関脇・高望山、宮城）

## 力士
※9代時代に入門し、吉葉山道場を経て宮城野部屋に移籍してから十両に昇進した力士は宮城野部屋の項目に記述する。

### 横綱・大関
横綱
- 吉葉山潤之輔（43代・北海道）8代、9代弟子

大関
- 三根山隆司（東京）8代、9代弟子
- 大受久晃（北海道）10代弟子

### 幕内
関脇
- 輝昇勝彦（北海道）8代・9代弟子
- 高望山大造（宮城）10代弟子→熊ヶ谷部屋へ

小結
- 巴潟誠一（北海道）8代弟子

前頭
- 梅錦寅之介（前20・青森）8代、9代弟子
- 大浪妙博（前3・秋田）8代弟子
- 神錦國康（前5・青森）8代、9代弟子
- 羽子錦徳三郎（前10・兵庫）9代弟子 友綱時代にも在籍。
- 福ノ里牛之助（前13・福岡）旧・宮城野部屋から移籍。9代弟子。吉葉山道場に移籍。
- 松前山熊義（前1・北海道）8代弟子
- 芳野嶺元志（前8、青森）8代、9代弟子　友綱時代にも在籍。

### 十両
- 一錦周之助（十7・青森）8代、9代弟子
- 伊勢錦貫二郎（十12・三重）8代、9代弟子
- 晃山昌士（十1、青森）10代弟子
- 津軽冨士節三（十13・青森）8代、9代弟子
- 若晃三昌（三晃一人）（十11、東京）9代、10代弟子